# Diana Adams
Diana Adams (Staunton, 29 marzo 1926 – San Andreas, 10 gennaio 1993) è stata una ballerina statunitense.

## Biografia
Iniziò a studiare danza con la sua matrigna Emily Hadley Adams, indi frequentò la Ballet Arts School di New York, dove ebbe tra i suoi docenti Edward Caton e Agnes de Mille. Debuttò nel 1943 a Broadway nel musical Oklahoma!, poi si unì alla compagnia del Ballet Theatre di Antony Tudor creando il ruolo di Cybele in Undertow. Nel 1950 si unì al New York City Ballet di George Balanchine, con il quale strinse una proficua collaborazione: creò ruoli per Western Symphony (1954), Ivesiana (1954), Divertimento No. 15 (1956), Agon (1957), Stars and Stripes (1958), Episodes (1959) e Monumentum pro Gesualdo (1960). Si ritirò dalle scene dopo che Suzanne Farrell l'aveva definitivamente sostituita nella compagnia. Fino al 1971 lavorò alla School of American Ballet, poi nel 1982 assistette alla nuova esibizione di Symphonie Concertante all'American Ballet Theatre.
Ha preso parte in film tra cui Knock on Wood insieme a Danny Kaye nel 1954 e in Invitation to the Dance con la regia di Gene Kelly nel 1956.

### Vita privata
Dal 1947 al 1953 fu sposata con Hugh Laing, amico intimo di Antony Tudor. Il suo secondo marito fu il tecnico di luci Ronald Bates.